# Acharn
Acharn (Schots-Gaelisch: Àth a' Chàirn) is een dorp op het Morvern schiereiland in de Schotse lieutenancy Inverness in het raadsgebied Highland.